# Palaciosa khandalensis
Palaciosa khandalensis är en insektsart som beskrevs av Bolívar, C. 1930. Palaciosa khandalensis ingår i släktet Palaciosa och familjen gräshoppor. Inga underarter finns listade i Catalogue of Life.